# خالد الرندي
```
خالد عبد الجبار مزعل عبد الجليل
 وشهرته 
خالد الرندي
 (
29 أبريل
 
1973
 -)، عضو في 
فرقة ميامي الكويتية
 و عازف 
الكيبورد
 الرئيسي بالفرقة ، و هو آخر من انضم اليها عام 
1986
 ، ساهم بتلحين بعض أغاني الفرقة و له دور فعال بتطوير أغانيها ، حاصل على شهادة البكالوريوس من المعهد العالي للفنون الموسيقية و يعمل موظف في وزارة الاعلام.
[
1
]
[
2
]
```

## حياته الشخصية

خالد الرندي علي بوست فرقة فرقة ميامي

- هو الابن الأول لأسرته، ولد لأسرة مكونة من أب يعمل ناظر مدرسة و أم كرست حياتها في رعايتهم.
- ترعرع في طفولته بمنزل العائلة في منطقة الصليبخات .
- انغرس فيه حب السيارات و الدراجات النارية منذ الصغر.

## بعض أغانيه
- متيم
- ودي
- الحب بلا
- والله دنيا
- اهون عليك
- عاشوا
- شيلوها شيلة
- والله لربيك
- ودي يمر أسبوع
- غرامك شي عجيب
- وينك من زمان
- ان يحرمونا
- أهواك
- حلالي
- يا عمري انا
- دوام الحال
- انا اسف
- بادا بادا
- سكر زيادة
- يا حلوكم
- لويا لويا
- مشكله

المصدر www.bloggeraam.com